# Tredici Pietro
Tredici Pietro (* 1997 als Pietro Morandi in Bologna) ist ein italienischer Rapper.

## Werdegang
Tredici Pietro ist der Sohn von Gianni Morandi. Er trat bereits zusammen mit seinem Vater öffentlich in Erscheinung, bis er 2018 mit der Single Pizza e fichi sein Debüt gab, zusammen mit dem Produzenten Mr. Monkey. 2019 erschien seine erste EP Assurdo. Darauf war auch ein Duett mit Madame zu hören. 2020 gelang dem Rapper zusammen mit den Psicologi ein Hit mit dem Lied Vestiti d’odio. 2021 folgte die EP X questa notte, nun in Zusammenarbeit mit dem Produzenten Andry the Hitmaker.

## Diskografie

### Alben
| Jahr | Titel                     | Höchstplatzierung, Gesamtwochen, AuszeichnungChartsChartplatzierungen (Jahr, Titel, Platzierungen, Wochen, Auszeichnungen, Anmerkungen) | Anmerkungen                          |
| Jahr | Titel                     | IT | Anmerkungen                          |
| ---- | ------------------------- | --- | ------------------------------------ |
| 2022 | Solito posto, Soliti guai | IT55 (2 Wo.)IT | Erstveröffentlichung: 22. April 2022 |
| 2025 | Non guardare giù          | IT34 (1 Wo.)IT | Erstveröffentlichung: 4. April 2025  |

### EPs
| Jahr | Titel Musiklabel    | Höchstplatzierung, Gesamtwochen, AuszeichnungChartsChartplatzierungen (Jahr, Titel, Musiklabel, Platzierungen, Wochen, Auszeichnungen, Anmerkungen) | Anmerkungen                                                 |
| Jahr | Titel Musiklabel    | IT | Anmerkungen                                                 |
| ---- | ------------------- | --- | ----------------------------------------------------------- |
| 2019 | Assurdo Universal   | IT58 (2 Wo.)IT | Erstveröffentlichung: 7. Juni 2019 mit Mr. Monkey           |
| 2021 | X questa notte Sony | IT45 (3 Wo.)IT | Erstveröffentlichung: 21. April 2021 mit Andry the Hitmaker |

### Singles (Auswahl)
| Jahr | Titel Album                             | Höchstplatzierung, Gesamtwochen, AuszeichnungChartsChartplatzierungen (Jahr, Titel, Album, Platzierungen, Wochen, Auszeichnungen, Anmerkungen) | Anmerkungen                                                                          |
| Jahr | Titel Album                             | IT | Anmerkungen                                                                          |
| ---- | --------------------------------------- | --- | ------------------------------------------------------------------------------------ |
| 2020 | Vestiti d’odio –                        | IT28 Platin · (4 Wo.)IT | Erstveröffentlichung: 9. Januar 2020 Verkäufe: + 100.000; mit Psicologi & Mr. Monkey |
| 2025 | Che gusto c’è Mentre Los Angeles Brucia | IT6 (… Wo.)IT | Erstveröffentlichung: 23. Mai 2025 Fabri Fibra feat. Tredici Pietro                  |

## Belege
1. ↑  Tredici Pietro: guarda il video di ‘Pizza e fichi’, il debutto da rapper del figlio di Gianni Morandi. In: Rockol.it. 19. Juni 2018, abgerufen am 4. Dezember 2021 (italienisch).
2. 1 2 3  Chartquellen: IT
3. ↑  Certificazioni. FIMI, abgerufen am 5. September 2023 (italienisch).

| Personendaten    | Personendaten                 |
| ---------------- | ----------------------------- |
| NAME             | Tredici Pietro                |
| ALTERNATIVNAMEN  | Morandi, Pietro (Geburtsname) |
| KURZBESCHREIBUNG | italienischer Rapper          |
| GEBURTSDATUM     | 1997                          |
| GEBURTSORT       | Bologna                       |